# WTA Tour 2014
WTA Tour 2014 – sezon profesjonalnych kobiecych turniejów tenisowych organizowanych przez Women’s Tennis Association w 2014 roku. WTA Tour 2014 obejmuje turnieje wielkoszlemowe (organizowane przez International Tennis Federation), turnieje rangi Premier Series, turnieje rangi International Series, Puchar Federacji (organizowane przez ITF), zawody WTA Tournament of Champions oraz Turniej Mistrzyń.

## Klasyfikacja turniejów
| Wielki Szlem         |
| Turniej Mistrzyń     |
| Premier Mandatory    |
| Premier 5            |
| Premier Series       |
| International Series |

## Grudzień
| Data       | Turniej                                        | Zwyciężczynie                         | Wynik          | Finalistki                             | Półfinalistki                    | Ćwierćfinalistki                                                                   |
| ---------- | ---------------------------------------------- | ------------------------------------- | -------------- | -------------------------------------- | -------------------------------- | ---------------------------------------------------------------------------------- |
| 30 grudnia | Brisbane International Brisbane Premier Series | Serena Williams                       | 6:4, 7:5       | Wiktoryja Azaranka                     | Jelena Janković Marija Szarapowa | Dominika Cibulková Kaia Kanepi Angelique Kerber Stefanie Vögele                    |
| 30 grudnia | Brisbane International Brisbane Premier Series | Ałła Kudriawcewa Anastasija Rodionowa | 6:3, 6:1       | Kristina Mladenovic Galina Woskobojewa | Jelena Janković Marija Szarapowa | Dominika Cibulková Kaia Kanepi Angelique Kerber Stefanie Vögele                    |
| 30 grudnia | ASB Classic Auckland International Series      | Ana Ivanović                          | 6:2, 5:7, 6:4  | Venus Williams                         | Kirsten Flipkens Jamie Hampton   | Lauren Davis Sachie Ishizu Garbiñe Muguruza Kurumi Nara                            |
| 30 grudnia | ASB Classic Auckland International Series      | Sharon Fichman Maria Sanchez          | 2:6, 6:0, 10–4 | Lucie Hradecká Michaëlla Krajicek      | Kirsten Flipkens Jamie Hampton   | Lauren Davis Sachie Ishizu Garbiñe Muguruza Kurumi Nara                            |
| 30 grudnia | Shenzhen Open Shenzhen International Series    | Li Na                                 | 6:4, 7:5       | Peng Shuai                             | Annika Beck Vania King           | Jana Čepelová Patricia Mayr-Achleitner Monica Niculescu Barbora Záhlavová-Strýcová |
| 30 grudnia | Shenzhen Open Shenzhen International Series    | Monica Niculescu Klára Zakopalová     | 6:3, 6:4       | Ludmyła Kiczenok Nadija Kiczenok       | Annika Beck Vania King           | Jana Čepelová Patricia Mayr-Achleitner Monica Niculescu Barbora Záhlavová-Strýcová |

## Styczeń
| Data        | Turniej                                          | Zwyciężczynie                     | Wynik             | Finalistki                            | Półfinalistki                           | Ćwierćfinalistki                                                      |
| ----------- | ------------------------------------------------ | --------------------------------- | ----------------- | ------------------------------------- | --------------------------------------- | --------------------------------------------------------------------- |
| 6 stycznia  | Apia International Sydney Sydney Premier Series  | Cwetana Pironkowa                 | 6:4, 6:4          | Angelique Kerber                      | Madison Keys Petra Kvitová              | Sara Errani Bethanie Mattek-Sands Carla Suárez Navarro Lucie Šafářová |
| 6 stycznia  | Apia International Sydney Sydney Premier Series  | Tímea Babos Lucie Šafářová        | 7:5, 3:6, 10–7    | Sara Errani Roberta Vinci             | Madison Keys Petra Kvitová              | Sara Errani Bethanie Mattek-Sands Carla Suárez Navarro Lucie Šafářová |
| 6 stycznia  | Hobart International Hobart International Series | Garbiñe Muguruza                  | 6:4, 6:0          | Klára Zakopalová                      | Estrella Cabeza Candela Samantha Stosur | Kirsten Flipkens Bojana Jovanovski Monica Niculescu Alison Riske      |
| 6 stycznia  | Hobart International Hobart International Series | Monica Niculescu Klára Zakopalová | 6:2, 6:7(5), 10–8 | Lisa Raymond Zhang Shuai              | Estrella Cabeza Candela Samantha Stosur | Kirsten Flipkens Bojana Jovanovski Monica Niculescu Alison Riske      |
| 13 stycznia | Australian Open Melbourne Wielki Szlem           | Li Na                             | 7:6(3), 6:0       | Dominika Cibulková                    | Eugenie Bouchard Agnieszka Radwańska    | Wiktoryja Azaranka Simona Halep Ana Ivanović Flavia Pennetta          |
| 13 stycznia | Australian Open Melbourne Wielki Szlem           | Sara Errani Roberta Vinci         | 6:4, 3:6, 7:5     | Jekatierina Makarowa Jelena Wiesnina  | Eugenie Bouchard Agnieszka Radwańska    | Wiktoryja Azaranka Simona Halep Ana Ivanović Flavia Pennetta          |
| 27 stycznia | Open GDF Suez Paryż Premier Series               | Anastasija Pawluczenkowa          | 3:6, 6:2, 6:3     | Sara Errani                           | Alizé Cornet Marija Szarapowa           | Kirsten Flipkens Angelique Kerber Andrea Petković Elina Switolina     |
| 27 stycznia | Open GDF Suez Paryż Premier Series               | Anna-Lena Grönefeld Květa Peschke | 6:7(7), 6:4, 10–5 | Tímea Babos Kristina Mladenovic       | Alizé Cornet Marija Szarapowa           | Kirsten Flipkens Angelique Kerber Andrea Petković Elina Switolina     |
| 27 stycznia | PTT Pattaya Open Pattaya International Series    | Jekatierina Makarowa              | 6:3, 7:6(7)       | Karolína Plíšková                     | Julia Görges Andrea Hlaváčková          | Sorana Cîrstea Kimiko Date-Krumm Peng Shuai Jelena Wiesnina           |
| 27 stycznia | PTT Pattaya Open Pattaya International Series    | Peng Shuai Zhang Shuai            | 3:6, 7:6(5), 10–6 | Ałła Kudriawcewa Anastasija Rodionowa | Julia Görges Andrea Hlaváčková          | Sorana Cîrstea Kimiko Date-Krumm Peng Shuai Jelena Wiesnina           |

## Luty
| Data      | Turniej                                                   | Zwyciężczynie                               | Wynik             | Finalistki                                | Półfinalistki                            | Ćwierćfinalistki                                                          |
| --------- | --------------------------------------------------------- | ------------------------------------------- | ----------------- | ----------------------------------------- | ---------------------------------------- | ------------------------------------------------------------------------- |
| 10 lutego | Qatar Total Open Doha Premier 5                           | Simona Halep                                | 6:2, 6:3          | Angelique Kerber                          | Jelena Janković Agnieszka Radwańska      | Petra Cetkovská Sara Errani Petra Kvitová Yanina Wickmayer                |
| 10 lutego | Qatar Total Open Doha Premier 5                           | Hsieh Su-wei Peng Shuai                     | 6:4, 6:0          | Květa Peschke Katarina Srebotnik          | Jelena Janković Agnieszka Radwańska      | Petra Cetkovská Sara Errani Petra Kvitová Yanina Wickmayer                |
| 17 lutego | Dubai Duty Free Tennis Championships Dubaj Premier Series | Venus Williams                              | 6:3, 6:0          | Alizé Cornet                              | Serena Williams Caroline Wozniacki       | Sorana Cîrstea Jelena Janković Flavia Pennetta Carla Suárez Navarro       |
| 17 lutego | Dubai Duty Free Tennis Championships Dubaj Premier Series | Ałła Kudriawcewa Anastasija Rodionowa       | 6:2, 5:7, 10–8    | Raquel Kops-Jones Abigail Spears          | Serena Williams Caroline Wozniacki       | Sorana Cîrstea Jelena Janković Flavia Pennetta Carla Suárez Navarro       |
| 17 lutego | Rio Open Rio de Janeiro International Series              | Kurumi Nara                                 | 6:1, 4:6, 6:1     | Klára Zakopalová                          | Nastassja Burnett Teliana Pereira        | Irina-Camelia Begu Lourdes Domínguez Lino Paula Ormaechea Katarzyna Piter |
| 17 lutego | Rio Open Rio de Janeiro International Series              | Irina-Camelia Begu María Irigoyen           | 6:2, 6:0          | Johanna Larsson Chanelle Scheepers        | Nastassja Burnett Teliana Pereira        | Irina-Camelia Begu Lourdes Domínguez Lino Paula Ormaechea Katarzyna Piter |
| 24 lutego | Abierto Mexicano Telcel Acapulco International Series     | Dominika Cibulková                          | 7:6(3), 4:6, 6:4  | Christina McHale                          | Caroline Garcia Zhang Shuai              | Eugenie Bouchard Marina Erakovic Kaia Kanepi Ajla Tomljanović             |
| 24 lutego | Abierto Mexicano Telcel Acapulco International Series     | Kristina Mladenovic Galina Woskobojewa      | 6:3, 2:6, 10–5    | Petra Cetkovská Iveta Melzer              | Caroline Garcia Zhang Shuai              | Eugenie Bouchard Marina Erakovic Kaia Kanepi Ajla Tomljanović             |
| 24 lutego | WTA Brasil Tennis Cup Florianópolis International Series  | Klára Zakopalová                            | 4:6, 7:5, 6:0     | Garbiñe Muguruza                          | Carla Suárez Navarro Jarosława Szwiedowa | Alexandra Cadanțu Alexandra Dulgheru Monica Niculescu Alison Van Uytvanck |
| 24 lutego | WTA Brasil Tennis Cup Florianópolis International Series  | Anabel Medina Garrigues Jarosława Szwiedowa | 7:6(1), 2:6, 10–3 | Francesca Schiavone Sílvia Soler Espinosa | Carla Suárez Navarro Jarosława Szwiedowa | Alexandra Cadanțu Alexandra Dulgheru Monica Niculescu Alison Van Uytvanck |

## Marzec
| Data     | Turniej                                         | Zwyciężczynie                               | Wynik             | Finalistki                           | Półfinalistki                        | Ćwierćfinalistki                                                      |
| -------- | ----------------------------------------------- | ------------------------------------------- | ----------------- | ------------------------------------ | ------------------------------------ | --------------------------------------------------------------------- |
| 3 marca  | BNP Paribas Open Indian Wells Premier Mandatory | Flavia Pennetta                             | 6:2, 6:1          | Agnieszka Radwańska                  | Simona Halep Li Na                   | Dominika Cibulková Casey Dellacqua Jelena Janković Sloane Stephens    |
| 3 marca  | BNP Paribas Open Indian Wells Premier Mandatory | Hsieh Su-wei Peng Shuai                     | 7:6(5), 6:2       | Cara Black Sania Mirza               | Simona Halep Li Na                   | Dominika Cibulková Casey Dellacqua Jelena Janković Sloane Stephens    |
| 18 marca | Sony Open Tennis Miami Premier Mandatory        | Serena Williams                             | 7:5, 6:1          | Li Na                                | Dominika Cibulková Marija Szarapowa  | Angelique Kerber Petra Kvitová Agnieszka Radwańska Caroline Wozniacki |
| 18 marca | Sony Open Tennis Miami Premier Mandatory        | Martina Hingis Sabine Lisicki               | 4:6, 6:4, 10–5    | Jekatierina Makarowa Jelena Wiesnina | Dominika Cibulková Marija Szarapowa  | Angelique Kerber Petra Kvitová Agnieszka Radwańska Caroline Wozniacki |
| 31 marca | Family Circle Cup Charleston Premier Series     | Andrea Petković                             | 7:5, 6:2          | Jana Čepelová                        | Eugenie Bouchard Belinda Bencic      | Sara Errani Daniela Hantuchová Jelena Janković Lucie Šafářová         |
| 31 marca | Family Circle Cup Charleston Premier Series     | Anabel Medina Garrigues Jarosława Szwiedowa | 7:6(4), 6:2       | Chan Hao-ching Chan Yung-jan         | Eugenie Bouchard Belinda Bencic      | Sara Errani Daniela Hantuchová Jelena Janković Lucie Šafářová         |
| 31 marca | Monterrey Open Monterrey International Series   | Ana Ivanović                                | 6:2, 6:1          | Jovana Jakšić                        | Kimiko Date-Krumm Caroline Wozniacki | Julia Boserup Karolína Plíšková Mónica Puig Magdaléna Rybáriková      |
| 31 marca | Monterrey Open Monterrey International Series   | Darija Jurak Megan Moulton-Levy             | 7:6(5), 3:6, 11–9 | Tímea Babos Wolha Hawarcowa          | Kimiko Date-Krumm Caroline Wozniacki | Julia Boserup Karolína Plíšková Mónica Puig Magdaléna Rybáriková      |

## Kwiecień
| Data        | Turniej                                                                    | Zwyciężczynie                     | Wynik            | Finalistki                       | Półfinalistki                            | Ćwierćfinalistki                                                               |
| ----------- | -------------------------------------------------------------------------- | --------------------------------- | ---------------- | -------------------------------- | ---------------------------------------- | ------------------------------------------------------------------------------ |
| 7 kwietnia  | BNP Paribas Katowice Open Katowice International Series                    | Alizé Cornet                      | 7:6(3), 5:7, 7:5 | Camila Giorgi                    | Agnieszka Radwańska Carla Suárez Navarro | Klára Koukalová Yvonne Meusburger Szachar Pe’er Magdaléna Rybáriková           |
| 7 kwietnia  | BNP Paribas Katowice Open Katowice International Series                    | Julija Bejhelzimer Olha Sawczuk   | 6:4, 5:7, 10–7   | Klára Koukalová Monica Niculescu | Agnieszka Radwańska Carla Suárez Navarro | Klára Koukalová Yvonne Meusburger Szachar Pe’er Magdaléna Rybáriková           |
| 7 kwietnia  | XXII Copa Claro Colsanitas Bogota International Series                     | Caroline Garcia                   | 6:3, 6:4         | Jelena Janković                  | Vania King Chanelle Scheepers            | Lara Arruabarrena Lourdes Domínguez Lino Mariana Duque Mariño Romina Oprandi   |
| 7 kwietnia  | XXII Copa Claro Colsanitas Bogota International Series                     | Lara Arruabarrena Caroline Garcia | 7:6(5), 6:4      | Vania King Chanelle Scheepers    | Vania King Chanelle Scheepers            | Lara Arruabarrena Lourdes Domínguez Lino Mariana Duque Mariño Romina Oprandi   |
| 14 kwietnia | BMW Malaysian Open Kuala Lumpur International Series                       | Donna Vekić                       | 5:7, 7:5, 7:6(4) | Dominika Cibulková               | Karolína Plíšková Zhang Shuai            | Çağla Büyükakçay Zarina Dijas Magda Linette Patricia Mayr-Achleitner           |
| 14 kwietnia | BMW Malaysian Open Kuala Lumpur International Series                       | Tímea Babos Chan Hao-ching        | 6:3, 6:4         | Chan Yung-jan Zheng Saisai       | Karolína Plíšková Zhang Shuai            | Çağla Büyükakçay Zarina Dijas Magda Linette Patricia Mayr-Achleitner           |
| 21 kwietnia | Porsche Tennis Grand Prix Stuttgart Premier Series                         | Marija Szarapowa                  | 3:6, 6:4, 6:1    | Ana Ivanović                     | Sara Errani Jelena Janković              | Alisa Klejbanowa Swietłana Kuzniecowa Agnieszka Radwańska Carla Suárez Navarro |
| 21 kwietnia | Porsche Tennis Grand Prix Stuttgart Premier Series                         | Sara Errani Roberta Vinci         | 6:3, 6:2         | Cara Black Sania Mirza           | Sara Errani Jelena Janković              | Alisa Klejbanowa Swietłana Kuzniecowa Agnieszka Radwańska Carla Suárez Navarro |
| 21 kwietnia | Grand Prix de SAR La Princesse Lalla Meryem Marrakesz International Series | María-Teresa Torró-Flor           | 6:3, 3:6, 6:3    | Romina Oprandi                   | Daniela Hantuchová Garbiñe Muguruza      | Polona Hercog Yvonne Meusburger Szachar Pe’er Peng Shuai                       |
| 21 kwietnia | Grand Prix de SAR La Princesse Lalla Meryem Marrakesz International Series | Garbiñe Muguruza Romina Oprandi   | 4:6, 6:2, 11–9   | Katarzyna Piter Maryna Zanewśka  | Daniela Hantuchová Garbiñe Muguruza      | Polona Hercog Yvonne Meusburger Szachar Pe’er Peng Shuai                       |
| 28 kwietnia | Portugal Open Oeiras International Series                                  | Carla Suárez Navarro              | 6:4, 3:6, 6:4    | Swietłana Kuzniecowa             | Irina-Camelia Begu Jelena Wiesnina       | Timea Bacsinszky Eugenie Bouchard Polona Hercog Roberta Vinci                  |
| 28 kwietnia | Portugal Open Oeiras International Series                                  | Cara Black Sania Mirza            | 6:4, 6:3         | Eva Hrdinová Walerija Sołowjowa  | Irina-Camelia Begu Jelena Wiesnina       | Timea Bacsinszky Eugenie Bouchard Polona Hercog Roberta Vinci                  |

## Maj
| Data    | Turniej                                                     | Zwyciężczynie                        | Wynik            | Finalistki                            | Półfinalistki                     | Ćwierćfinalistki                                                       |
| ------- | ----------------------------------------------------------- | ------------------------------------ | ---------------- | ------------------------------------- | --------------------------------- | ---------------------------------------------------------------------- |
| 3 maja  | Mutua Madrid Open Madryt Premier Mandatory                  | Marija Szarapowa                     | 1:6, 6:2, 6:3    | Simona Halep                          | Petra Kvitová Agnieszka Radwańska | Caroline Garcia Ana Ivanović Li Na Serena Williams                     |
| 3 maja  | Mutua Madrid Open Madryt Premier Mandatory                  | Sara Errani Roberta Vinci            | 6:4, 6:3         | Garbiñe Muguruza Carla Suárez Navarro | Petra Kvitová Agnieszka Radwańska | Caroline Garcia Ana Ivanović Li Na Serena Williams                     |
| 12 maja | Internazionali BNL d’Italia Rzym Premier 5                  | Serena Williams                      | 6:3, 6:0         | Sara Errani                           | Ana Ivanović Jelena Janković      | Li Na Agnieszka Radwańska Carla Suárez Navarro Zhang Shuai             |
| 12 maja | Internazionali BNL d’Italia Rzym Premier 5                  | Květa Peschke Katarina Srebotnik     | 4:0 krecz        | Sara Errani Roberta Vinci             | Ana Ivanović Jelena Janković      | Li Na Agnieszka Radwańska Carla Suárez Navarro Zhang Shuai             |
| 19 maja | Nürnberger Versicherungscup Norymberga International Series | Eugenie Bouchard                     | 6:2, 4:6, 6:3    | Karolína Plíšková                     | Karin Knapp Elina Switolina       | Mona Barthel Caroline Garcia Angelique Kerber Jarosława Szwiedowa      |
| 19 maja | Nürnberger Versicherungscup Norymberga International Series | Michaëlla Krajicek Karolína Plíšková | 6:0, 4:6, 10–6   | Raluca Olaru Szachar Pe’er            | Karin Knapp Elina Switolina       | Mona Barthel Caroline Garcia Angelique Kerber Jarosława Szwiedowa      |
| 19 maja | Internationaux de Strasbourg Strasburg International Series | Mónica Puig                          | 6:4, 6:3         | Sílvia Soler Espinosa                 | Madison Keys Christina McHale     | Zarina Dijas Camila Giorgi Julia Görges Andrea Petković                |
| 19 maja | Internationaux de Strasbourg Strasburg International Series | Ashleigh Barty Casey Dellacqua       | 4:6, 7:5, 10–4   | Tatiana Búa Daniela Seguel            | Madison Keys Christina McHale     | Zarina Dijas Camila Giorgi Julia Görges Andrea Petković                |
| 25 maja | Roland Garros Paryż Wielki Szlem                            | Marija Szarapowa                     | 6:4, 6:7(5), 6:4 | Simona Halep                          | Eugenie Bouchard Andrea Petković  | Sara Errani Swietłana Kuzniecowa Garbiñe Muguruza Carla Suárez Navarro |
| 25 maja | Roland Garros Paryż Wielki Szlem                            | Hsieh Su-wei Peng Shuai              | 6:4, 6:1         | Sara Errani Roberta Vinci             | Eugenie Bouchard Andrea Petković  | Sara Errani Swietłana Kuzniecowa Garbiñe Muguruza Carla Suárez Navarro |

## Czerwiec
| Data       | Turniej                                             | Zwyciężczynie                          | Wynik             | Finalistki                             | Półfinalistki                        | Ćwierćfinalistki                                                                |
| ---------- | --------------------------------------------------- | -------------------------------------- | ----------------- | -------------------------------------- | ------------------------------------ | ------------------------------------------------------------------------------- |
| 9 czerwca  | AEGON Classic Birmingham Premier Series             | Ana Ivanović                           | 6:3, 6:2          | Barbora Záhlavová-Strýcová             | Casey Dellacqua Zhang Shuai          | Kimiko Date-Krumm Kirsten Flipkens Klára Koukalová Sloane Stephens              |
| 9 czerwca  | AEGON Classic Birmingham Premier Series             | Raquel Kops-Jones Abigail Spears       | 7:6(1), 6:1       | Casey Dellacqua Ashleigh Barty         | Casey Dellacqua Zhang Shuai          | Kimiko Date-Krumm Kirsten Flipkens Klára Koukalová Sloane Stephens              |
| 16 czerwca | AEGON International Eastbourne Premier Series       | Madison Keys                           | 6:3, 3:6, 7:5     | Angelique Kerber                       | Heather Watson Caroline Wozniacki    | Lauren Davis Camila Giorgi Petra Kvitová Jekatierina Makarowa                   |
| 16 czerwca | AEGON International Eastbourne Premier Series       | Chan Hao-ching Chan Yung-jan           | 6:3, 5:7, 10–7    | Martina Hingis Flavia Pennetta         | Heather Watson Caroline Wozniacki    | Lauren Davis Camila Giorgi Petra Kvitová Jekatierina Makarowa                   |
| 16 czerwca | Topshelf Open ’s-Hertogenbosch International Series | Coco Vandeweghe                        | 6:2, 6:4          | Zheng Jie                              | Klára Koukalová Magdaléna Rybáriková | Annika Beck Garbiñe Muguruza Elina Switolina Jarosława Szwiedowa                |
| 16 czerwca | Topshelf Open ’s-Hertogenbosch International Series | Marina Erakovic Arantxa Parra Santonja | 0:6, 7:6(5), 10–8 | Michaëlla Krajicek Kristina Mladenovic | Klára Koukalová Magdaléna Rybáriková | Annika Beck Garbiñe Muguruza Elina Switolina Jarosława Szwiedowa                |
| 23 czerwca | Wimbledon Londyn Wielki Szlem                       | Petra Kvitová                          | 6:3, 6:0          | Eugenie Bouchard                       | Simona Halep Lucie Šafářová          | Angelique Kerber Sabine Lisicki Jekatierina Makarowa Barbora Záhlavová-Strýcová |
| 23 czerwca | Wimbledon Londyn Wielki Szlem                       | Sara Errani Roberta Vinci              | 6:1, 6:3          | Tímea Babos Kristina Mladenovic        | Simona Halep Lucie Šafářová          | Angelique Kerber Sabine Lisicki Jekatierina Makarowa Barbora Záhlavová-Strýcová |

## Lipiec
| Data     | Turniej                                                    | Zwyciężczynie                          | Wynik          | Finalistki                             | Półfinalistki                        | Ćwierćfinalistki                                                          |
| -------- | ---------------------------------------------------------- | -------------------------------------- | -------------- | -------------------------------------- | ------------------------------------ | ------------------------------------------------------------------------- |
| 7 lipca  | Nürnberger Gastein Ladies Bad Gastein International Series | Andrea Petković                        | 6:3, 6:3       | Shelby Rogers                          | Sara Errani Grace Min                | Camila Giorgi Karolína Plíšková Chanelle Scheepers Stefanie Vögele        |
| 7 lipca  | Nürnberger Gastein Ladies Bad Gastein International Series | Karolína Plíšková Kristýna Plíšková    | 4:6, 6:3, 10–6 | Andreja Klepač María-Teresa Torró-Flor | Sara Errani Grace Min                | Camila Giorgi Karolína Plíšková Chanelle Scheepers Stefanie Vögele        |
| 7 lipca  | Bucharest Open Bukareszt International Series              | Simona Halep                           | 6:1, 6:3       | Roberta Vinci                          | Kristína Kučová Monica Niculescu     | Lara Arruabarrena Petra Cetkovská Polona Hercog Danka Kovinić             |
| 7 lipca  | Bucharest Open Bukareszt International Series              | Elena Bogdan Alexandra Cadanțu         | 6:4, 3:6, 10–5 | Çağla Büyükakçay Karin Knapp           | Kristína Kučová Monica Niculescu     | Lara Arruabarrena Petra Cetkovská Polona Hercog Danka Kovinić             |
| 14 lipca | Collector Swedish Open Båstad International Series         | Mona Barthel                           | 6:3, 7:6(3)    | Chanelle Scheepers                     | Jana Čepelová Sílvia Soler Espinosa  | Lara Arruabarrena Kaia Kanepi Aleksandra Panowa Julija Putincewa          |
| 14 lipca | Collector Swedish Open Båstad International Series         | Andreja Klepač María-Teresa Torró-Flor | 6:1, 6:1       | Jocelyn Rae Anna Smith                 | Jana Čepelová Sílvia Soler Espinosa  | Lara Arruabarrena Kaia Kanepi Aleksandra Panowa Julija Putincewa          |
| 14 lipca | TEB BNP Paribas Istanbul Cup Stambuł International Series  | Caroline Wozniacki                     | 6:1, 6:1       | Roberta Vinci                          | Ana Konjuh Kristina Mladenovic       | Kurumi Nara Karolína Plíšková Francesca Schiavone Elina Switolina         |
| 14 lipca | TEB BNP Paribas Istanbul Cup Stambuł International Series  | Misaki Doi Elina Switolina             | 6:4, 6:0       | Oksana Kalasznikowa Paula Kania        | Ana Konjuh Kristina Mladenovic       | Kurumi Nara Karolína Plíšková Francesca Schiavone Elina Switolina         |
| 21 lipca | Baku Cup Baku International Series                         | Elina Switolina                        | 6:1, 7:6(2)    | Bojana Jovanovski                      | Francesca Schiavone Stefanie Vögele  | Misa Eguchi Kristina Mladenovic Pauline Parmentier Szachar Pe’er          |
| 21 lipca | Baku Cup Baku International Series                         | Aleksandra Panowa Heather Watson       | 6:2, 7:6(3)    | Raluca Olaru Szachar Pe’er             | Francesca Schiavone Stefanie Vögele  | Misa Eguchi Kristina Mladenovic Pauline Parmentier Szachar Pe’er          |
| 28 lipca | Bank of the West Classic Stanford Premier Series           | Serena Williams                        | 7:6(1), 6:3    | Angelique Kerber                       | Varvara Lepchenko Andrea Petković    | Ana Ivanović Garbiñe Muguruza Sachia Vickery Venus Williams               |
| 28 lipca | Bank of the West Classic Stanford Premier Series           | Garbiñe Muguruza Carla Suárez Navarro  | 6:2, 4:6, 10–5 | Paula Kania Kateřina Siniaková         | Varvara Lepchenko Andrea Petković    | Ana Ivanović Garbiñe Muguruza Sachia Vickery Venus Williams               |
| 28 lipca | Citi Open Waszyngton International Series                  | Swietłana Kuzniecowa                   | 6:3, 4:6, 6:4  | Kurumi Nara                            | Marina Erakovic Jekatierina Makarowa | Bojana Jovanovski Vania King Kristina Mladenovic Anastasija Pawluczenkowa |
| 28 lipca | Citi Open Waszyngton International Series                  | Shūko Aoyama Gabriela Dabrowski        | 6:1, 6:2       | Hiroko Kuwata Kurumi Nara              | Marina Erakovic Jekatierina Makarowa | Bojana Jovanovski Vania King Kristina Mladenovic Anastasija Pawluczenkowa |

## Sierpień
| Data        | Turniej                                      | Zwyciężczynie                        | Wynik          | Finalistki                             | Półfinalistki                        | Ćwierćfinalistki                                                           |
| ----------- | -------------------------------------------- | ------------------------------------ | -------------- | -------------------------------------- | ------------------------------------ | -------------------------------------------------------------------------- |
| 4 sierpnia  | Rogers Cup Montreal Premier 5                | Agnieszka Radwańska                  | 6:4, 6:2       | Venus Williams                         | Jekatierina Makarowa Serena Williams | Wiktoryja Azaranka Carla Suárez Navarro Coco Vandeweghe Caroline Wozniacki |
| 4 sierpnia  | Rogers Cup Montreal Premier 5                | Sara Errani Roberta Vinci            | 7:6(4), 6:3    | Cara Black Sania Mirza                 | Jekatierina Makarowa Serena Williams | Wiktoryja Azaranka Carla Suárez Navarro Coco Vandeweghe Caroline Wozniacki |
| 12 sierpnia | Western & Southern Open Cincinnati Premier 5 | Serena Williams                      | 6:4, 6:1       | Ana Ivanović                           | Marija Szarapowa Caroline Wozniacki  | Simona Halep Jelena Janković Agnieszka Radwańska Elina Switolina           |
| 12 sierpnia | Western & Southern Open Cincinnati Premier 5 | Raquel Kops-Jones Abigail Spears     | 6:1, 2:0 krecz | Tímea Babos Kristina Mladenovic        | Marija Szarapowa Caroline Wozniacki  | Simona Halep Jelena Janković Agnieszka Radwańska Elina Switolina           |
| 17 sierpnia | Connecticut Open New Haven Premier Series    | Petra Kvitová                        | 6:4, 6:2       | Magdaléna Rybáriková                   | Camila Giorgi Samantha Stosur        | Kirsten Flipkens Garbiñe Muguruza Alison Riske Barbora Záhlavová-Strýcová  |
| 17 sierpnia | Connecticut Open New Haven Premier Series    | Andreja Klepač Sílvia Soler Espinosa | 7:5, 4:6, 10–7 | Marina Erakovic Arantxa Parra Santonja | Camila Giorgi Samantha Stosur        | Kirsten Flipkens Garbiñe Muguruza Alison Riske Barbora Záhlavová-Strýcová  |
| 25 sierpnia | US Open Nowy Jork Wielki Szlem               | Serena Williams                      | 6:3, 6:3       | Caroline Wozniacki                     | Jekatierina Makarowa Peng Shuai      | Wiktoryja Azaranka Belinda Bencic Sara Errani Flavia Pennetta              |
| 25 sierpnia | US Open Nowy Jork Wielki Szlem               | Jekatierina Makarowa Jelena Wiesnina | 2:6, 6:3, 6:2  | Martina Hingis Flavia Pennetta         | Jekatierina Makarowa Peng Shuai      | Wiktoryja Azaranka Belinda Bencic Sara Errani Flavia Pennetta              |

## Wrzesień
| Data        | Turniej                                                          | Zwyciężczynie                        | Wynik             | Finalistki                               | Półfinalistki                           | Ćwierćfinalistki                                                       |
| ----------- | ---------------------------------------------------------------- | ------------------------------------ | ----------------- | ---------------------------------------- | --------------------------------------- | ---------------------------------------------------------------------- |
| 8 września  | Coupe Banque Nationale Québec International Series               | Mirjana Lučić-Baroni                 | 6:4, 6:3          | Venus Williams                           | Julia Görges Shelby Rogers              | Andrea Hlaváčková Lucie Hradecká Sesił Karatanczewa Tatjana Maria      |
| 8 września  | Coupe Banque Nationale Québec International Series               | Lucie Hradecká Mirjana Lučić-Baroni  | 6:3, 7:6(8)       | Julia Görges Andrea Hlaváčková           | Julia Görges Shelby Rogers              | Andrea Hlaváčková Lucie Hradecká Sesił Karatanczewa Tatjana Maria      |
| 8 września  | Prudential Hong Kong Tennis Open Hongkong International Series   | Sabine Lisicki                       | 7:5, 6:3          | Karolína Plíšková                        | Francesca Schiavone Alison Van Uytvanck | Jana Čepelová Jarmila Gajdošová Zheng Jie Zheng Saisai                 |
| 8 września  | Prudential Hong Kong Tennis Open Hongkong International Series   | Karolína Plíšková Kristýna Plíšková  | 6:2, 2:6, 12–10   | Patricia Mayr-Achleitner Arina Rodionowa | Francesca Schiavone Alison Van Uytvanck | Jana Čepelová Jarmila Gajdošová Zheng Jie Zheng Saisai                 |
| 8 września  | Taskhent Open Taszkent International Series                      | Karin Knapp                          | 6:2, 7:6(4)       | Bojana Jovanovski                        | Nigina Abduraimova Łesia Curenko        | Wolha Hawarcowa Akgul Amanmuradova Ksienija Pierwak Urszula Radwańska  |
| 8 września  | Taskhent Open Taszkent International Series                      | Aleksandra Krunić Kateřina Siniaková | 6:2, 6:1          | Margarita Gasparian Aleksandra Panowa    | Nigina Abduraimova Łesia Curenko        | Wolha Hawarcowa Akgul Amanmuradova Ksienija Pierwak Urszula Radwańska  |
| 15 września | Toray Pan Pacific Open Tokio Premier Series                      | Ana Ivanović                         | 6:2, 7:6(2)       | Caroline Wozniacki                       | Angelique Kerber Garbiñe Muguruza       | Dominika Cibulková Casey Dellacqua Lucie Šafářová Carla Suárez Navarro |
| 15 września | Toray Pan Pacific Open Tokio Premier Series                      | Cara Black Sania Mirza               | 6:2, 7:5          | Garbiñe Muguruza Carla Suárez Navarro    | Angelique Kerber Garbiñe Muguruza       | Dominika Cibulková Casey Dellacqua Lucie Šafářová Carla Suárez Navarro |
| 15 września | Kia Korea Open Seul International Series                         | Karolína Plíšková                    | 6:2, 6:7(5), 6:2  | Varvara Lepchenko                        | Marija Kirilenko Christina McHale       | Nicole Gibbs Kaia Kanepi Agnieszka Radwańska Magdaléna Rybáriková      |
| 15 września | Kia Korea Open Seul International Series                         | Lara Arruabarrena Irina-Camelia Begu | 6:3, 6:3          | Mona Barthel Mandy Minella               | Marija Kirilenko Christina McHale       | Nicole Gibbs Kaia Kanepi Agnieszka Radwańska Magdaléna Rybáriková      |
| 15 września | Guangzhou International Women’s Open Kanton International Series | Monica Niculescu                     | 6:4, 6:0          | Alizé Cornet                             | Timea Bacsinszky Wang Yafan             | Zhang Kailin Mónica Puig Hsieh Su-wei María-Teresa Torró-Flor          |
| 15 września | Guangzhou International Women’s Open Kanton International Series | Chuang Chia-jung Liang Chen          | 2:6, 7:6(3), 10–7 | Alizé Cornet Magda Linette               | Timea Bacsinszky Wang Yafan             | Zhang Kailin Mónica Puig Hsieh Su-wei María-Teresa Torró-Flor          |
| 21 września | Dongfeng Motor Wuhan Open Wuhan Premier 5                        | Petra Kvitová                        | 6:3, 6:4          | Eugenie Bouchard                         | Caroline Wozniacki Elina Switolina      | Alizé Cornet Timea Bacsinszky Caroline Garcia Angelique Kerber         |
| 21 września | Dongfeng Motor Wuhan Open Wuhan Premier 5                        | Martina Hingis Flavia Pennetta       | 6:4, 5:7, 12:10   | Cara Black Caroline Garcia               | Caroline Wozniacki Elina Switolina      | Alizé Cornet Timea Bacsinszky Caroline Garcia Angelique Kerber         |
| 29 września | China Open Pekin Premier Mandatory                               | Marija Szarapowa                     | 6:4, 2:6, 6:3     | Petra Kvitová                            | Ana Ivanović Samantha Stosur            | Simona Halep Swietłana Kuzniecowa Roberta Vinci Serena Williams        |
| 29 września | China Open Pekin Premier Mandatory                               | Andrea Hlaváčková Peng Shuai         | 6:4, 6:4          | Cara Black Sania Mirza                   | Ana Ivanović Samantha Stosur            | Simona Halep Swietłana Kuzniecowa Roberta Vinci Serena Williams        |

## Październik
| Data            | Turniej                                                             | Zwyciężczynie                         | Wynik               | Finalistki                             | Półfinalistki                          | Ćwierćfinalistki                                                                         |
| --------------- | ------------------------------------------------------------------- | ------------------------------------- | ------------------- | -------------------------------------- | -------------------------------------- | ---------------------------------------------------------------------------------------- |
| 6 października  | Generali Ladies Linz Linz International Series                      | Karolína Plíšková                     | 6:7(4), 6:3, 7:6(4) | Camila Giorgi                          | Karin Knapp Anna-Lena Friedsam         | Cwetana Pironkowa Marina Erakovic Stefanie Vögele Madison Brengle                        |
| 6 października  | Generali Ladies Linz Linz International Series                      | Raluca Olaru Ana Tatiszwili           | 6:2, 6:1            | Annika Beck Caroline Garcia            | Karin Knapp Anna-Lena Friedsam         | Cwetana Pironkowa Marina Erakovic Stefanie Vögele Madison Brengle                        |
| 6 października  | Japan Women’s Open Tennis Osaka International Series                | Samantha Stosur                       | 7:6(7), 6:3         | Zarina Dijas                           | Luksika Kumkhum Elina Switolina        | Lauren Davis Madison Keys Ana Konjuh Julija Putincewa                                    |
| 6 października  | Japan Women’s Open Tennis Osaka International Series                | Shūko Aoyama Renata Voráčová          | 6:1, 6:2            | Lara Arruabarrena Tatjana Maria        | Luksika Kumkhum Elina Switolina        | Lauren Davis Madison Keys Ana Konjuh Julija Putincewa                                    |
| 6 października  | Tianjin Open Tiencin International Series                           | Alison Riske                          | 6:3, 6:4            | Belinda Bencic                         | Zheng Saisai Peng Shuai                | Sorana Cîrstea Varvara Lepchenko Hsieh Su-wei Ajla Tomljanović                           |
| 6 października  | Tianjin Open Tiencin International Series                           | Ałła Kudriawcewa Anastasija Rodionowa | 6:7(6), 6:2, 10–8   | Sorana Cîrstea Andreja Klepač          | Zheng Saisai Peng Shuai                | Sorana Cîrstea Varvara Lepchenko Hsieh Su-wei Ajla Tomljanović                           |
| 13 października | Kremlin Cup by Bank of Moscow Moskwa Premier Series                 | Anastasija Pawluczenkowa              | 6:4, 5:7, 6:1       | Irina-Camelia Begu                     | Lucie Šafářová Kateřina Siniaková      | Witalija Djaczenko Camila Giorgi Swietłana Kuzniecowa Cwetana Pironkowa                  |
| 13 października | Kremlin Cup by Bank of Moscow Moskwa Premier Series                 | Martina Hingis Flavia Pennetta        | 6:3, 7:5            | Caroline Garcia Arantxa Parra Santonja | Lucie Šafářová Kateřina Siniaková      | Witalija Djaczenko Camila Giorgi Swietłana Kuzniecowa Cwetana Pironkowa                  |
| 13 października | BGL BNP Paribas Luxembourg Open Luksemburg International Series     | Annika Beck                           | 6:2, 6:1            | Barbora Záhlavová-Strýcová             | Denisa Allertová Mona Barthel          | Kiki Bertens Johanna Larsson Varvara Lepchenko Patricia Mayr-Achleitner                  |
| 13 października | BGL BNP Paribas Luxembourg Open Luksemburg International Series     | Timea Bacsinszky Kristina Barrois     | 3:6, 6:4, 10–4      | Lucie Hradecká Barbora Krejčíková      | Denisa Allertová Mona Barthel          | Kiki Bertens Johanna Larsson Varvara Lepchenko Patricia Mayr-Achleitner                  |
| 20 października | BNP Paribas WTA Finals Singapore Singapur Turniej Mistrzyń          | Serena Williams                       | 6:3, 6:0            | Simona Halep                           | Agnieszka Radwańska Caroline Wozniacki | Eugenie Bouchard Ana Ivanović Petra Kvitová Marija Szarapowa                             |
| 20 października | BNP Paribas WTA Finals Singapore Singapur Turniej Mistrzyń          | Cara Black Sania Mirza                | 6:1, 6:0            | Hsieh Su-wei Peng Shuai                | Agnieszka Radwańska Caroline Wozniacki | Eugenie Bouchard Ana Ivanović Petra Kvitová Marija Szarapowa                             |
| 27 października | Garanti Koza WTA Tournament of Champions Sofia International Series | Andrea Petković                       | 1:6, 6:4, 6:3       | Flavia Pennetta                        | Garbiñe Muguruza Carla Suárez Navarro  | Dominika Cibulková Alizé Cornet Jekatierina Makarowa Cwetana Pironkowa Karolína Plíšková |

## Wielki Szlem
| Turniej         | Gra pojedyncza   | Gra podwójna                         | Gra mieszana                          |
| Australian Open | Li Na            | Sara Errani Roberta Vinci            | Kristina Mladenovic Daniel Nestor     |
| French Open     | Marija Szarapowa | Hsieh Su-wei Peng Shuai              | Anna-Lena Grönefeld Jean-Julien Rojer |
| Wimbledon       | Petra Kvitová    | Sara Errani Roberta Vinci            | Samantha Stosur Nenad Zimonjić        |
| US Open         | Serena Williams  | Jekatierina Makarowa Jelena Wiesnina | Sania Mirza Bruno Soares              |

## Wygrane turnieje
Stan na koniec sezonu.

### Gra pojedyncza – klasyfikacja tenisistek
| Lp. | Wygrane | Tenisistka               | Państwo           |
| 1   | 7       | Serena Williams          | Stany Zjednoczone |
| 2   | 5       | Marija Szarapowa         | Rosja             |
| 3   | 4       | Ana Ivanović             | Serbia            |
| 4   | 3       | Petra Kvitová            | Czechy            |
|     | 3       | Andrea Petković          | Niemcy            |
| 5   | 2       | Simona Halep             | Rumunia           |
|     | 2       | Li Na                    | Chiny             |
|     | 2       | Anastasija Pawluczenkowa | Rosja             |
|     | 2       | Karolína Plíšková        | Czechy            |
| 6   | 1       | Mona Barthel             | Niemcy            |
|     | 1       | Annika Beck              | Niemcy            |
|     | 1       | Eugenie Bouchard         | Kanada            |
|     | 1       | Dominika Cibulková       | Słowacja          |
|     | 1       | Alizé Cornet             | Francja           |
|     | 1       | Caroline Garcia          | Francja           |
|     | 1       | Madison Keys             | Stany Zjednoczone |
|     | 1       | Karin Knapp              | Włochy            |
|     | 1       | Klára Koukalová          | Czechy            |
|     | 1       | Swietłana Kuzniecowa     | Rosja             |
|     | 1       | Sabine Lisicki           | Niemcy            |
|     | 1       | Mirjana Lučić-Baroni     | Chorwacja         |
|     | 1       | Jekatierina Makarowa     | Rosja             |
|     | 1       | Garbiñe Muguruza         | Hiszpania         |
|     | 1       | Kurumi Nara              | Japonia           |
|     | 1       | Monica Niculescu         | Rumunia           |
|     | 1       | Flavia Pennetta          | Włochy            |
|     | 1       | Cwetana Pironkowa        | Bułgaria          |
|     | 1       | Mónica Puig              | Portoryko         |
|     | 1       | Agnieszka Radwańska      | Polska            |
|     | 1       | Alison Riske             | Stany Zjednoczone |
|     | 1       | Samantha Stosur          | Australia         |
|     | 1       | Carla Suárez Navarro     | Hiszpania         |
|     | 1       | Elina Switolina          | Ukraina           |
|     | 1       | María-Teresa Torró-Flor  | Hiszpania         |
|     | 1       | Coco Vandeweghe          | Stany Zjednoczone |
|     | 1       | Donna Vekić              | Chorwacja         |
|     | 1       | Venus Williams           | Stany Zjednoczone |
|     | 1       | Caroline Wozniacki       | Dania             |

### Gra pojedyncza – klasyfikacja państw
| Lp. | Państwo           | Wygrane |
| 1   | Stany Zjednoczone | 11      |
| 2   | Rosja             | 9       |
| 3   | Czechy            | 6       |
|     | Niemcy            | 6       |
| 4   | Serbia            | 4       |
| 5   | Hiszpania         | 3       |
|     | Rumunia           | 3       |
| 6   | Chiny             | 2       |
|     | Chorwacja         | 2       |
|     | Francja           | 2       |
|     | Włochy            | 2       |
| 7   | Australia         | 1       |
|     | Bułgaria          | 1       |
|     | Dania             | 1       |
|     | Japonia           | 1       |
|     | Kanada            | 1       |
|     | Polska            | 1       |
|     | Portoryko         | 1       |
|     | Słowacja          | 1       |
|     | Ukraina           | 1       |

### Gra podwójna – klasyfikacja tenisistek
| Lp. | Wygrane | Tenisistka              | Państwo           |
| 1   | 5       | Peng Shuai              | Chiny             |
|     | 5       | Sara Errani             | Włochy            |
|     | 5       | Roberta Vinci           | Włochy            |
| 2   | 3       | Cara Black              | Zimbabwe          |
|     | 3       | Martina Hingis          | Szwajcaria        |
|     | 3       | Ałła Kudriawcewa        | Rosja             |
|     | 3       | Sania Mirza             | Indie             |
|     | 3       | Karolína Plíšková       | Czechy            |
|     | 3       | Anastasija Rodionowa    | Australia         |
|     | 3       | Hsieh Su-wei            | Chińskie Tajpej   |
| 3   | 2       | Shūko Aoyama            | Japonia           |
|     | 2       | Lara Arruabarrena       | Hiszpania         |
|     | 2       | Tímea Babos             | Węgry             |
|     | 2       | Irina-Camelia Begu      | Rumunia           |
|     | 2       | Chan Hao-ching          | Chińskie Tajpej   |
|     | 2       | Andreja Klepač          | Słowenia          |
|     | 2       | Raquel Kops-Jones       | Stany Zjednoczone |
|     | 2       | Klára Koukalová         | Czechy            |
|     | 2       | Anabel Medina Garrigues | Hiszpania         |
|     | 2       | Andrea Hlaváčková       | Czechy            |
|     | 2       | Garbiñe Muguruza        | Hiszpania         |
|     | 2       | Monica Niculescu        | Rumunia           |
|     | 2       | Flavia Pennetta         | Włochy            |
|     | 2       | Květa Peschke           | Czechy            |
|     | 2       | Kristýna Plíšková       | Czechy            |
|     | 2       | Abigail Spears          | Stany Zjednoczone |
|     | 2       | Jarosława Szwiedowa     | Kazachstan        |
| 4   | 1       | Timea Bacsinszky        | Szwajcaria        |
|     | 1       | Kristina Barrois        | Niemcy            |
|     | 1       | Ashleigh Barty          | Australia         |
|     | 1       | Julija Bejhelzimer      | Ukraina           |
|     | 1       | Elena Bogdan            | Rumunia           |
|     | 1       | Alexandra Cadanțu       | Rumunia           |
|     | 1       | Liang Chen              | Chiny             |
|     | 1       | Chuang Chia-jung        | Chińskie Tajpej   |
|     | 1       | Gabriela Dabrowski      | Kanada            |
|     | 1       | Casey Dellacqua         | Australia         |
|     | 1       | Misaki Doi              | Japonia           |
|     | 1       | Marina Erakovic         | Nowa Zelandia     |
|     | 1       | Sharon Fichman          | Kanada            |
|     | 1       | Caroline Garcia         | Francja           |
|     | 1       | Anna-Lena Grönefeld     | Niemcy            |
|     | 1       | Lucie Hradecká          | Czechy            |
|     | 1       | María Irigoyen          | Argentyna         |
|     | 1       | Darija Jurak            | Chorwacja         |
|     | 1       | Michaëlla Krajicek      | Holandia          |
|     | 1       | Aleksandra Krunić       | Serbia            |
|     | 1       | Sabine Lisicki          | Niemcy            |
|     | 1       | Mirjana Lučić-Baroni    | Chorwacja         |
|     | 1       | Jekatierina Makarowa    | Rosja             |
|     | 1       | Kristina Mladenovic     | Francja           |
|     | 1       | Megan Moulton-Levy      | Stany Zjednoczone |
|     | 1       | Raluca Olaru            | Rumunia           |
|     | 1       | Romina Oprandi          | Szwajcaria        |
|     | 1       | Aleksandra Panowa       | Rosja             |
|     | 1       | Arantxa Parra Santonja  | Hiszpania         |
|     | 1       | Maria Sanchez           | Stany Zjednoczone |
|     | 1       | Olha Sawczuk            | Ukraina           |
|     | 1       | Lucie Šafářová          | Czechy            |
|     | 1       | Zhang Shuai             | Chiny             |
|     | 1       | Kateřina Siniaková      | Czechy            |
|     | 1       | Sílvia Soler Espinosa   | Hiszpania         |
|     | 1       | Katarina Srebotnik      | Słowenia          |
|     | 1       | Carla Suárez Navarro    | Hiszpania         |
|     | 1       | Elina Switolina         | Ukraina           |
|     | 1       | Ana Tatiszwili          | Stany Zjednoczone |
|     | 1       | María-Teresa Torró-Flor | Hiszpania         |
|     | 1       | Heather Watson          | Wielka Brytania   |
|     | 1       | Jelena Wiesnina         | Rosja             |
|     | 1       | Galina Woskobojewa      | Kazachstan        |
|     | 1       | Renata Voráčová         | Czechy            |
|     | 1       | Chan Yung-jan           | Chińskie Tajpej   |

### Gra podwójna – klasyfikacja państw
| Lp. | Państwo           | Wygrane |
| 1   | Czechy            | 15      |
| 2   | Włochy            | 12      |
| 3   | Hiszpania         | 10      |
| 4   | Chiny             | 7       |
|     | Rumunia           | 7       |
|     | Chińskie Tajpej   | 7       |
|     | Stany Zjednoczone | 7       |
| 5   | Rosja             | 6       |
| 6   | Australia         | 5       |
|     | Szwajcaria        | 5       |
| 7   | Indie             | 3       |
|     | Japonia           | 3       |
|     | Kazachstan        | 3       |
|     | Niemcy            | 3       |
|     | Słowenia          | 3       |
|     | Ukraina           | 3       |
|     | Zimbabwe          | 3       |
| 8   | Francja           | 2       |
|     | Chorwacja         | 2       |
|     | Kanada            | 2       |
|     | Węgry             | 2       |
| 9   | Argentyna         | 1       |
|     | Holandia          | 1       |
|     | Nowa Zelandia     | 1       |
|     | Serbia            | 1       |
|     | Wielka Brytania   | 1       |

### Ogólna klasyfikacja tenisistek
| Lp. | Tenisistka               | Singel | Debel | Mikst | Suma |
| 1   | Serena Williams          | 7      | 0     | 0     | 7    |
| 2   | Marija Szarapowa         | 5      | 0     | 0     | 5    |
| 3   | Ana Ivanović             | 4      | 0     | 0     | 4    |
| 4'  | Petra Kvitová            | 3      | 0     | 0     | 3    |
|     | Andrea Petković          | 3      | 0     | 0     | 3    |
| 5   | Karolína Plíšková        | 2      | 3     | 0     | 5    |
| 6   | Simona Halep             | 2      | 0     | 0     | 2    |
|     | Li Na                    | 2      | 0     | 0     | 2    |
|     | Anastasija Pawluczenkowa | 2      | 0     | 0     | 2    |
| 7   | Klára Koukalová          | 1      | 2     | 0     | 3    |
|     | Garbiñe Muguruza         | 1      | 2     | 0     | 3    |
|     | Monica Niculescu         | 1      | 2     | 0     | 3    |
|     | Flavia Pennetta          | 1      | 2     | 0     | 3    |
| 8   | Caroline Garcia          | 1      | 1     | 0     | 2    |
|     | Sabine Lisicki           | 1      | 1     | 0     | 2    |
|     | Mirjana Lučić-Baroni     | 1      | 1     | 0     | 2    |
|     | Jekatierina Makarowa     | 1      | 1     | 0     | 2    |
|     | Carla Suárez Navarro     | 1      | 1     | 0     | 2    |
|     | Elina Switolina          | 1      | 1     | 0     | 2    |
|     | María-Teresa Torró-Flor  | 1      | 1     | 0     | 2    |
| 9   | Samantha Stosur          | 1      | 0     | 1     | 2    |
| 10  | Mona Barthel             | 1      | 0     | 0     | 1    |
|     | Annika Beck              | 1      | 0     | 0     | 1    |
|     | Eugenie Bouchard         | 1      | 0     | 0     | 1    |
|     | Dominika Cibulková       | 1      | 0     | 0     | 1    |
|     | Alizé Cornet             | 1      | 0     | 0     | 1    |
|     | Madison Keys             | 1      | 0     | 0     | 1    |
|     | Swietłana Kuzniecowa     | 1      | 0     | 0     | 1    |
|     | Kurumi Nara              | 1      | 0     | 0     | 1    |
|     | Cwetana Pironkowa        | 1      | 0     | 0     | 1    |
|     | Mónica Puig              | 1      | 0     | 0     | 1    |
|     | Agnieszka Radwańska      | 1      | 0     | 0     | 1    |
|     | Alison Riske             | 1      | 0     | 0     | 1    |
|     | Coco Vandeweghe          | 1      | 0     | 0     | 1    |
|     | Donna Vekić              | 1      | 0     | 0     | 1    |
|     | Venus Williams           | 1      | 0     | 0     | 1    |
|     | Caroline Wozniacki       | 1      | 0     | 0     | 1    |
| 11  | Peng Shuai               | 0      | 5     | 0     | 5    |
|     | Sara Errani              | 0      | 5     | 0     | 5    |
|     | Roberta Vinci            | 0      | 5     | 0     | 5    |
| 12  | Sania Mirza              | 0      | 3     | 1     | 4    |
| 13  | Ałła Kudriawcewa         | 0      | 3     | 0     | 3    |
|     | Anastasija Rodionowa     | 0      | 3     | 0     | 3    |
|     | Hsieh Su-wei             | 0      | 3     | 0     | 3    |
| 14  | Anna-Lena Grönefeld      | 0      | 2     | 1     | 3    |
| 15  | Cara Black               | 0      | 3     | 0     | 3    |
|     | Martina Hingis           | 0      | 3     | 0     | 3    |
| 16  | Shūko Aoyama             | 0      | 2     | 0     | 2    |
|     | Lara Arruabarrena        | 0      | 2     | 0     | 2    |
|     | Tímea Babos              | 0      | 2     | 0     | 2    |
|     | Irina-Camelia Begu       | 0      | 2     | 0     | 2    |
|     | Chan Hao-ching           | 0      | 2     | 0     | 2    |
|     | Andrea Hlaváčková        | 0      | 2     | 0     | 2    |
|     | Andreja Klepač           | 0      | 2     | 0     | 2    |
|     | Raquel Kops-Jones        | 0      | 2     | 0     | 2    |
|     | Anabel Medina Garrigues  | 0      | 2     | 0     | 2    |
|     | Květa Peschke            | 0      | 2     | 0     | 2    |
|     | Kristýna Plíšková        | 0      | 2     | 0     | 2    |
|     | Abigail Spears           | 0      | 2     | 0     | 2    |
|     | Jarosława Szwiedowa      | 0      | 2     | 0     | 2    |
| 17  | Kristina Mladenovic      | 0      | 1     | 1     | 2    |
| 18  | Timea Bacsinszky         | 0      | 1     | 0     | 1    |
|     | Kristina Barrois         | 0      | 1     | 0     | 1    |
|     | Ashleigh Barty           | 0      | 1     | 0     | 1    |
|     | Julija Bejhelzimer       | 0      | 1     | 0     | 1    |
|     | Elena Bogdan             | 0      | 1     | 0     | 1    |
|     | Alexandra Cadanțu        | 0      | 1     | 0     | 1    |
|     | Liang Chen               | 0      | 1     | 0     | 1    |
|     | Chuang Chia-jung         | 0      | 1     | 0     | 1    |
|     | Gabriela Dabrowski       | 0      | 1     | 0     | 1    |
|     | Casey Dellacqua          | 0      | 1     | 0     | 1    |
|     | Misaki Doi               | 0      | 1     | 0     | 1    |
|     | Marina Erakovic          | 0      | 1     | 0     | 1    |
|     | Sharon Fichman           | 0      | 1     | 0     | 1    |
|     | Lucie Hradecká           | 0      | 1     | 0     | 1    |
|     | María Irigoyen           | 0      | 1     | 0     | 1    |
|     | Darija Jurak             | 0      | 1     | 0     | 1    |
|     | Michaëlla Krajicek       | 0      | 1     | 0     | 1    |
|     | Aleksandra Krunić        | 0      | 1     | 0     | 1    |
|     | Megan Moulton-Levy       | 0      | 1     | 0     | 1    |
|     | Raluca Olaru             | 0      | 1     | 0     | 1    |
|     | Romina Oprandi           | 0      | 1     | 0     | 1    |
|     | Aleksandra Panowa        | 0      | 1     | 0     | 1    |
|     | Arantxa Parra Santonja   | 0      | 1     | 0     | 1    |
|     | Maria Sanchez            | 0      | 1     | 0     | 1    |
|     | Olha Sawczuk             | 0      | 1     | 0     | 1    |
|     | Lucie Šafářová           | 0      | 1     | 0     | 1    |
|     | Zhang Shuai              | 0      | 1     | 0     | 1    |
|     | Kateřina Siniaková       | 0      | 1     | 0     | 1    |
|     | Sílvia Soler Espinosa    | 0      | 1     | 0     | 1    |
|     | Katarina Srebotnik       | 0      | 1     | 0     | 1    |
|     | Ana Tatiszwili           | 0      | 1     | 0     | 1    |
|     | Renata Voráčová          | 0      | 1     | 0     | 1    |
|     | Heather Watson           | 0      | 1     | 0     | 1    |
|     | Jelena Wiesnina          | 0      | 1     | 0     | 1    |
|     | Galina Woskobojewa       | 0      | 1     | 0     | 1    |
|     | Chan Yung-jan            | 0      | 1     | 0     | 1    |

### Ogólna klasyfikacja państw
| Lp. | Państwo           | Singel | Debel | Mikst | Suma |
| 1   | Stany Zjednoczone | 11     | 7     | 0     | 18   |
| 2   | Rosja             | 9      | 6     | 0     | 15   |
| 3   | Czechy            | 6      | 15    | 0     | 21   |
| 4   | Niemcy            | 6      | 4     | 1     | 11   |
| 5   | Serbia            | 4      | 1     | 0     | 5    |
| 6   | Hiszpania         | 3      | 10    | 0     | 13   |
| 7   | Rumunia           | 3      | 7     | 0     | 10   |
| 8   | Włochy            | 2      | 12    | 0     | 14   |
| 9   | Chiny             | 2      | 7     | 0     | 9    |
| 10  | Francja           | 2      | 2     | 1     | 5    |
| 11  | Chorwacja         | 2      | 2     | 0     | 4    |
| 12  | Australia         | 1      | 5     | 1     | 7    |
| 13  | Japonia           | 1      | 3     | 0     | 4    |
|     | Ukraina           | 1      | 3     | 0     | 4    |
| 14  | Kanada            | 1      | 2     | 0     | 3    |
| 15  | Bułgaria          | 1      | 0     | 0     | 1    |
|     | Dania             | 1      | 0     | 0     | 1    |
|     | Polska            | 1      | 0     | 0     | 1    |
|     | Portoryko         | 1      | 0     | 0     | 1    |
|     | Słowacja          | 1      | 0     | 0     | 1    |
| 16  | Chińskie Tajpej   | 0      | 7     | 0     | 7    |
| 17  | Szwajcaria        | 0      | 5     | 0     | 5    |
| 18  | Indie             | 0      | 3     | 1     | 4    |
| 19  | Kazachstan        | 0      | 3     | 0     | 3    |
|     | Słowenia          | 0      | 3     | 0     | 3    |
|     | Zimbabwe          | 0      | 3     | 0     | 3    |
| 20  | Węgry             | 0      | 2     | 0     | 2    |
| 21  | Argentyna         | 0      | 1     | 0     | 1    |
|     | Holandia          | 0      | 1     | 0     | 1    |
|     | Nowa Zelandia     | 0      | 1     | 0     | 1    |
|     | Wielka Brytania   | 0      | 1     | 0     | 1    |

## Obronione tytuły
- Serena Williams – Brisbane (singel), Miami (singel), Rzym (singel), US Open (singel), WTA Finals (singel)
- Li Na – Shenzhen (singel)
- Sara Errani – Australian Open (debel)
- Roberta Vinci – Australian Open (debel)
- Anabel Medina Garrigues – Florianópolis (debel)
- Jarosława Szwiedowa – Florianópolis (debel)
- Marija Szarapowa – Stuttgart (singel)
- Elina Switolina – Baku (singel)
- Shūko Aoyama – Waszyngton (debel)
- Cara Black – Tokio (debel)
- Sania Mirza – Tokio (debel)
- Samantha Stosur – Osaka (singel)